# Burg Helfenburk (Nordböhmen)

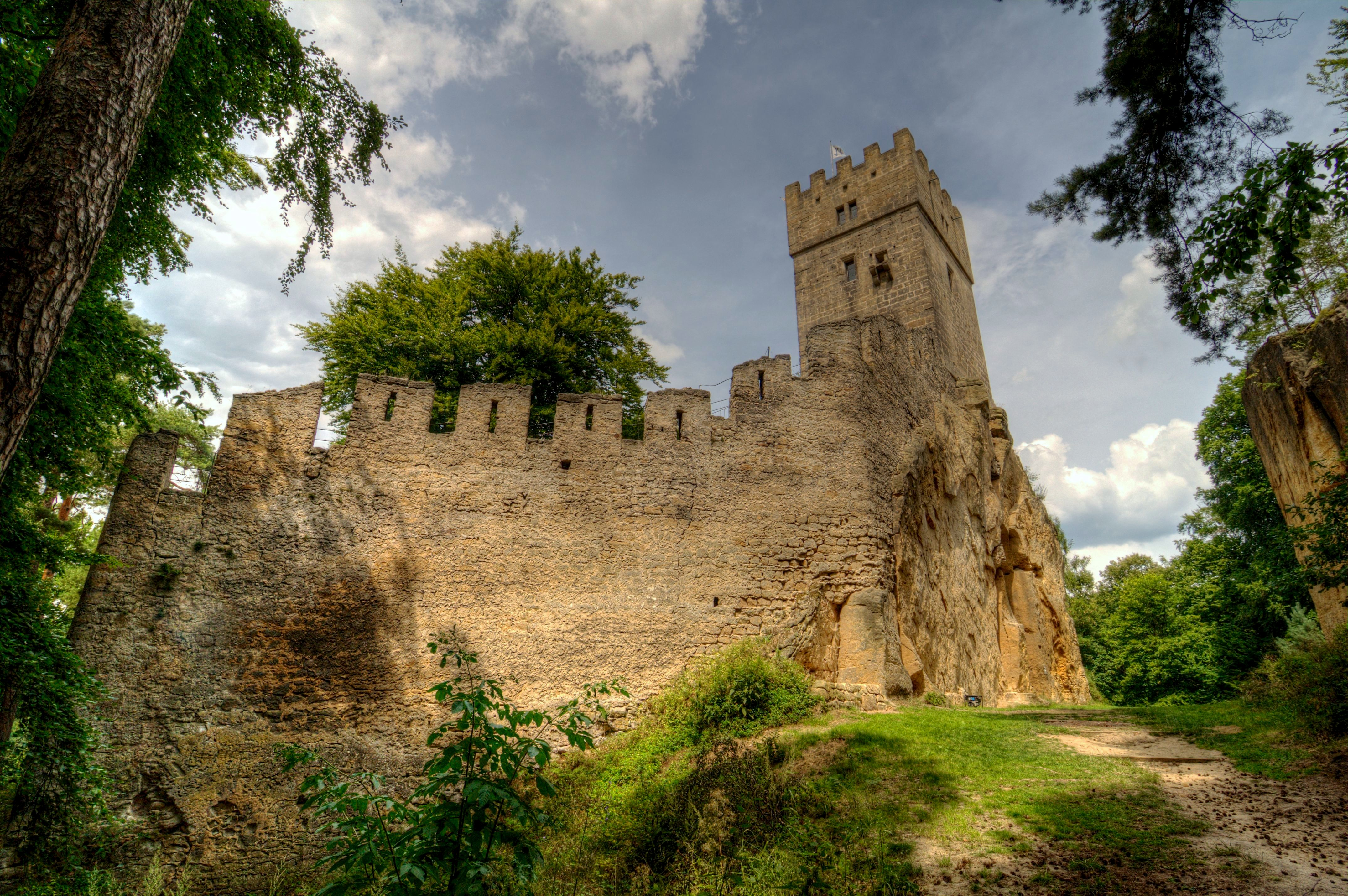
Helfenburk

Die Burg Helfenburk (deutsch Helfenburg) ist eine Ruine östlich der Stadt Úštěk im Okres Litoměřice. Sie liegt auf einem Sandsteinfelsen über dem Hrádeker Grund beim Ortsteil Ostré und ist teilweise in den Felsen gehauen.

## Geschichte
Die in einem Waldgebiet 3 km östlich von Úštěk verborgene Felsenburg wurde vermutlich im 13. Jahrhundert durch die Berken von Dubá errichtet. Ein Zweig dieses Geschlechtes benannte sich nach der Burg; 1374 ist sie erstmals urkundlich nachweisbar durch ihren Verkauf von Hans von Helfenburg an den Prager Erzbischof Johann Očko von Wlašim, der damit die bischöflichen mittelböhmischen Besitztümer, insbesondere aber die dadurch zur vereinigten Herrschaft Raudnitz-Helfenburg hinzugekommenen Städte Gastorf und Bleiswedel einschließlich der Dörfer Großhubina (Velký Hubenov), Strachel (Strachaly), Moschnitz (Mošnice), Robitsch (Robeč), Kalwitz (Kalovice), Naschowitz (Náčkovice), Sebitsch (Dřevčice), Tuhan und Pablitschka (Pavličky) zu schützen suchte.
Für die Zeit zuvor findet sich in alten Schriften die Überlieferung, dass 1350 der italienische Volkstribun Cola di Rienzo auf der Helfenburg arrestiert war.

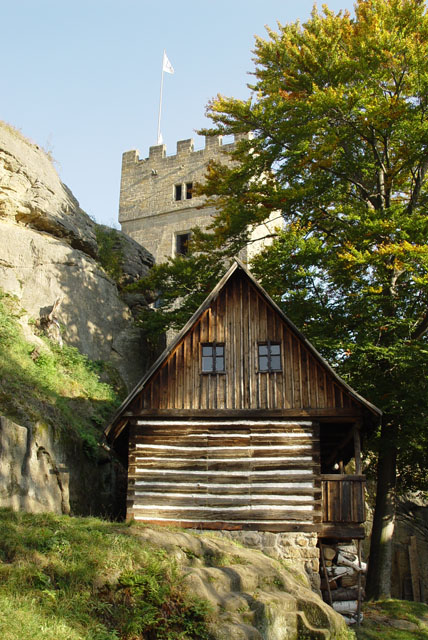
Bergfried im Hintergrund

Während der Hussitenkriege eroberte Johann Smiřický von Smiřice 1429 die Helfenburg. Als dieser 1453 hingerichtet wurde, erwarb Zdenko von Sternberg, der später zum Führer der Katholiken und erklärten Gegner des Königs Georg von Podiebrad wurde, die Veste. Der König gewann auch die Helfenburg, als er am 28. April 1467 gleichzeitig zum Sturm auf fünf verschiedene Schlösser des Sternbergers übergegangen war. 1457 ging die Helfenburg an den Landvogt der Oberlausitz, Wilhelm von Ilburg. Nach seinem Tod 1538 gingen seine Besitztümer an seine Tochter Anna, verheiratet mit Heinrich I. von Kurzbach. Unter Wilhelm, dann Heinrich II. von Kurzbach waren die Herrschaften Helfenburg und Ronburg bis 1591 vereinigt. 1591 erwarb Sezima von Auscha die Burg. Nachdem dessen Besitz 1623 nach der Schlacht am Weißen Berge konfisziert worden war, ging die Helfenburg an die Jesuiten in Liebeschitz und wurde in die dortige Grundherrschaft integriert.
In dieser Zeit war sie wahrscheinlich schon nicht mehr bewohnt, die letzte Erwähnung als Schloss stammt von 1591. Am 1. November 1620 plünderten die kaiserlichen Truppen unter Karl Bonaventura von Buquoy die verlassene Helfenburg und setzten sie in Brand.
Die Ruine verfiel und selbst ihr Name geriet in Vergessenheit. 1679 beschrieb sie Bohuslav Balbín als ein wüstes Schloss Hradek. In der mündlichen Überlieferung war lange Zeit die Bezeichnung Affenburg gebräuchlich geworden. 1887 ließ der Herrschaftsbesitzer Josef Edler von Schroll umfangreiche Sicherungsarbeiten an der Ruine durchführen.
Die Zinnenringmauer und der Bergfried sind erhalten. Im Zwinger befindet sich der Brunnen, dessen Tiefe noch 30 m beträgt. Im Burgtor sind zwei große Wappenschilde eingefügt, die heute stark verwittert sind. Eines stellt das Wappen der Herren von Wlašim mit zwei Geierköpfen dar. Das andere, mit einem Querbalken versehene, ist das des Erzbistums Prag.
Der Burgenforscher Friedrich Bernau identifizierte sie anhand dieser Wappen eindeutig als die Helfenburg. Wegen dieser Wappen und der Vielzahl von Burgruinen waren zuvor andere Versuche zur Herausfindung des historischen Burgnamens gescheitert, weil diese vom Ansatz ausgegangen waren, dass die Ruine nicht die Helfenburg sein konnte, da sie nicht das Wappen der Helfenburger, einen Elefanten, trug.